# Stingray Group
Stingray Group, Inc. (anteriormente Stingray Digital y Stingray Digital Group) es una empresa canadiense de medios y entretenimiento que cotiza en la bolsa con sede en Montreal, Quebec, con oficinas en Australia, Corea del Sur, Estados Unidos, Francia, Israel, Países Bajos, Reino Unido y Suiza. La compañía transmite contenido de música y video en plataformas que incluyen televisión por cable y satélite, IPTV, Internet, dispositivos móviles y consolas de juegos, y desarrolla servicios de audio y digitales personalizados para minoristas, hoteles y otros clientes comerciales.
En 2018, la compañía ingresó al mercado de la radio terrestre mediante la adquisición del grupo de estaciones de radio canadiense Newfoundland Capital Corporation por $506 millones de dólares.

## Historia
Stingray Digital fue fundada en mayo de 2007 por Eric Boyko y Alexandre Taillefer, en asociación con Telesystem, luego de la compra de la compañía de karaoke Soundchoice por $6 millones. Esto les dio un catálogo de canciones de karaoke y un canal de karaoke, permitiéndoles crear The Karaoke Channel (ahora conocido como Stingray Karaoke). Más tarde ese año, la compañía adquirió el servicio de música sin comerciales de televisión por cable Galaxie de la Corporación canadiense de radiodifusión por $65 millones, renombrandolo como Stingray Music. Taillefer salió de la compañía en 2010. En 2011, Stingray adquirió Music Choice Europe.
En mayo de 2015, Stingray recaudó $ 140 millones en su oferta pública inicial. La venta le dio a la empresa un valor en el mercado de $296 millones. Comenzó a cotizar en la bolsa de valores de Toronto el 3 de junio de 2015, bajo el símbolo del teletipo RAY. Novavap vendió la mayor parte de su participación en la empresa después de la IPO.
Entre 2008 y 2015, los ingresos anuales de Stingray crecieron de $7.1 millones a $71 millones de CAD. A partir de octubre de 2015, los servicios de Stingray alcanzaron aproximadamente 135 millones de suscriptores de televisión de paga en 127 países y proporciona listas de reproducción de música para 74 mil tiendas en Canadá, incluidas las cadenas de tiendas Reitmans y Subway.
Aunque sus servicios se enfrentan a la competencia de las ofertas de streaming dirigidas al consumidor, como Apple Music o Spotify, la compañía continuó enfatizando su uso de listas de reproducción seleccionadas manualmente para sus servicios (en oposición a las recomendaciones algorítmicas), y su enfoque en la expansión internacional en territorios donde la televisión paga está experimentando un crecimiento y promocionando servicios complementarios como aplicaciones móviles.
El 2 de mayo de 2018, Stingray anunció su intención de adquirir Newcap Radio por $506 millones, marcando la expansión de la compañía en la transmisión de radio terrestre en Canadá. La venta se completó el 26 de octubre de 2018, con la familia del fundador de la compañía Harold R. Steele se convierte en el mayor accionista tercero de Stingray.
En junio de 2018, en asociación con ADISQ y su sitio web PalmarèsADISQ, Stingray lanzó PalmarèsADISQ par Stingray, un nuevo canal de música dedicado a la música quebequense y francés-canadiense.
En agosto de 2018, Stingray anunció que había hecho una oferta de adquisición de $120 millones para su principal competidor en los Estados Unidos, Music Choice. En enero de 2019, Stingray abandonó la oferta, poco después de haber llegado a un acuerdo con Altice USA para reemplazar la elección de música en sus sistemas de cables.
En diciembre de 2018, la compañía cambió oficialmente su nombre a Stingray Group, Inc.
Stingray Brava se cerró y se fusionó con Stingray Classica el 1 de marzo de 2019.

## Servicios
Stingray es propietario de varios servicios:
- Stingray Radio, un grupo de estaciones de radio y televisión terrestre en Canadá, que anteriormente operaba como Newcap Radio.
- Stingray Music, una amplia lista de canales disponibles en la televisión por cable, así como a través de una aplicación móvil y un reproductor web de música.
  - Stingray Music International
- Stingray Karaoke, un proveedor de karaoke con licencia y un negocio interactivo de servicios de televisión e Internet.
- Stingray Business, un proveedor de música en tienda con licencia para uso comercial, sistemas audiovisuales y pantallas de televisión.
- Stingray iConcerts, un servicio on-demand que transmite canciertos de música en vivo.
- Stingray Naturescape (anteriormente Stingray Ambiance), un canal de televisión que muestra paisajes relajantes acompañados de música relajante.
- Stingray Lite TV, un canal europeo de videos de música pop.
- Stingray Brava
- Stingray Djazz
- Stingray Vibe
- Stingray Loud
- Stingray Retro
- Stingray Juicebox
- Stingray Festival 4K
- Stingray Classica, un canal de televisión alemán
- Stingray Now 4K
- Stingray Hits!
- PalmarèsADISQ par Stingray

## Competidores
Music Choice, lanzado en 1991, propiedad de Microsoft, Arris, Sony Corp. of America, Emi Music Publishing, Time Warner, Comcast, Cox Communications y Charter Communications, estando presente en 72 millones de hogares estadounidenses, presentó una demanda contra Stingray Digital en el tribunal de distrito de Estados Unidos para el distrito oriental de Texas en junio de 2016 por infracción de patente. Las patentes estadounidenses en disputa son las Nos. 8,769,602, 9,357,245, 7,320,025 y 9,351,045 pertenecientes al formato en pantalla de los canales de Stingray Digital. Stingray contrarrestó la elección de música el 29 de agosto de 2016, calificándola de «campaña de desprestigio».
El empresario canadiense Evan Kosiner solicitó y actualmente posee (a partir de octubre de 2015) la única otra licencia de transmisión favorable para competir con Stingray en Canadá.

## Adquisiciones y asociaciones
Desde su fundación en 2007 hasta 2015, Stingray Digital adquirió 18 compañías, a un costo total de $150 millones. Su primera compra fue Soundchoice, seguida de Galaxie, de la Corporación de radiodifusión canadiense. En 2009, Stingray anunció una adquisición de la mayoría de los canales de audio activos en Max Trax de Corus Entertainment. En agosto de 2010, la compañía compró un Concert TV, un servicio de video sobre pedido de que transmite conciertos musicales. En abril de 2011, Stingray anunció que estaba comprando a Music Choice International de la compañía de música en streaming con sede en Londres, ayudando a Stingray a expandirse en Europa y África. En mayo de 2013, Stingray compró las cuentas canadienses de eMedia Network. En 2014 Stingray adquirió Lite TV de Archibald Media Group y compró Mood Media un servicio de música digital residencial en América Latina por $16 millones. En febrero de 2015, Stingray adquirió la tienda comercial de exhibición Groupe Viva. En julio de 2015, Stingray anunció que pagaría $8 millones por el Brava Group con sede en Países Bajos, que opera los canales de música de televisión temática Brava NL, Brava HD y Djazz.TV, con 35 millones de suscriptores en 50 países de Europa, Oriente Medio y el Caribe, con intención de llevar los canales a Estados Unidos, Canadá y América Latina.
En 2009, Stingray firmó un acuerdo con Google para convertirse en un socio de contenido al lanzar el canal TheKARAOKEChannel en YouTube. En 2015, Stingray invirtió en App Direct, que desarrolla tiendas en línea para aplicaciones de software empresarial, e hizo un trato con Air Canada para ser el proveedor de música en sus vuelos. Stingray también tiene socios en la cadena hotelera, para transmitir Stingray Music en las habitaciones.
El 21 de junio de 2016, Stingray anunció que adquiriría los canales derivados de MuchVibe, MuchLoud, MuchRetro y Juicebox de Bell Media.
El 2 de mayo de 2018, Stingray anunció que entraría en el mercado de la radio terrestre con la adquisición de Newfoundland Capital Corporation Ltd.